# Marcus Valerius Messalla Rufus
Pour les articles homonymes, voir Valerius Messalla.
Marcus Valerius Messalla Rufus est un noble romain d'origine patricienne.

## Famille
Fils d'un Marcus Valerius Messalla, qui est légat en -90, frère de Valeria Messala et père de Marcus Valerius Messalla.

## Biographie
En -82/-81, il devient augure, charges qui occupera pendant 55 ans, jusque'a sa mort en -26. 
Il est probablement préteur en -62. Il est candidat au consulat en -55 et en -54.
Il fut consul en 53 av. J.-C. Il fut un membre important et influent du parti césarien. Après son consulat il connut une certaine disgrâce pour avoir été impliqué dans des scandales électoraux. Il fut mis en accusation deux fois, la première fois il fut acquitté, malgré sa culpabilité évidente, grâce à l'éloquence de son oncle Quintus Hortensius Hortalus ; la seconde il fut condamné.
Les guerres civiles, où il occupa des fonctions militaires dans le camp césarien, lui permirent un retour à l'honorabilité. On ignore par la suite l'essentiel de sa vie que l'on sait relativement longue. Il avait été un des plus jeunes élus du collège des Augures, et occupa 55 ans durant cette prêtrise. Il consacra sa longue retraite à l'écriture de l'histoire de sa prestigieuse et ancienne famille, notamment pour discréditer diverses forgeries généalogiques et empêcher d'autres Valerii de revendiquer cet héritage. Son œuvre, aujourd'hui perdue, nous est quand même connue en partie par de nombreuses citations de Pline l'Ancien dans son Histoire naturelle où il est appelé « le vieux Messala ».